# Kirchgeld in glaubensverschiedener Ehe
Das Kirchgeld in glaubensverschiedener Ehe ist eine Form der Kirchensteuer in Deutschland. Es wird nach Maßgabe der kirchensteuerrechtlichen Vorschriften der Bundesländer als Besonderes Kirchgeld von jenen Kirchenmitgliedern erhoben, die sich gem. §§ 26, 26 b EStG zur Einkommensteuer zusammen mit ihrem Ehegatten veranlagen lassen und selbst über kein oder ein geringeres Einkommen als der Ehegatte verfügen, der als allein- oder besserverdienender Ehepartner keiner steuerberechtigten bzw. steuererhebenden Kirche, Religionsgemeinschaft oder weltanschaulichen Gemeinschaft angehört, die Körperschaft des öffentlichen Rechts ist.
Es wird von seinen Gegnern als Strafsteuer angesehen und als „Heidensteuer“ bezeichnet.

## Gründe für die Einführung
Bis zur grundlegenden Entscheidung des Bundesverfassungsgerichts im Jahr 1965 sahen die Kirchensteuergesetze in einer vielfältigen Form auch die Erhebung von Kirchensteuern zu Lasten von nicht ihnen angehörigen Personen, vor allem von glaubensverschiedenen Ehegatten vor. Diese Regelungen wurden von dem BVerfG allesamt für verfassungswidrig erklärt. Es stellte ausdrücklich fest, dass ein nicht der Kirche angehöriger Ehegatte nicht für seinen Partner zur Kirchensteuer herangezogen werden dürfe.
Außerhalb der eigentlichen Entscheidungsgründe ermöglichte das Gericht aber in einem obiter dictum den Kirchen, bei glaubensverschiedenen Ehegatten das Kirchenmitglied doch kirchlich zu besteuern, sofern dieses – bei hohem Einkommen seines kirchenfremden Ehegatten – ansonsten „mangels eigenen Einkommens im Sinne des Einkommensteuergesetzes kirchensteuerfrei bliebe“. Besteuerungsgegenstand könne der Lebensführungsaufwand des kirchenangehörigen Ehegatten nach dessen tatsächlichem Lebenszuschnitt sein. Bei einem eigenen Einkommen des Kirchenmitgliedes hingegen „muss“ die Kirche – sofern sie das Einkommen besteuert – genau dieses Einkommen ihres Mitglieds besteuern, was die Besteuerung des sog. „Lebensführungsaufwandes“ ausschließt.
Hierauf wurde mit den Vorbereitungen zur Einführung eines Besonderen Kirchgeldes begonnen, von dem das allgemeine Kirchgeld zu unterscheiden ist. Dieses allgemeine Kirchgeld hat die Funktion einer Mindestkirchensteuer und wird in einigen Ländern nach kircheneigenen, gewöhnlich sehr niedrigen Sätzen erhoben. Das dann besonders in den 1990er Jahren weitgehend eingeführte „Besondere Kirchgeld“ wurde auch mit der besonderen Finanznot der Kirchen begründet.
Geltend gemacht wurde von den Kirchen zudem eine Gerechtigkeitslücke, die dadurch entstünde, dass bei glaubensverschiedenen Ehepaaren die ganze Familie bei religiösen Anlässen wie Taufe oder Konfirmation kirchliche Leistungen in Anspruch nähmen, ohne sich aber wie andere Gläubige an den Kosten zu beteiligen.

## Rechtlicher Hintergrund
Nachdem das BVerfG es verboten hatte, bei der Erhebung der Kirchensteuer an in der Person des nicht der Kirche angehörigen Ehegatten liegenden Merkmalen anzuknüpfen, war eine unmittelbare Berücksichtigung dessen Einkommens nicht mehr möglich. Das BVerfG hat es 1965 daher erlaubt, dass für den Fall, dass der kirchenangehörige Ehegatte "mangels eigenen Einkommens kirchensteuerfrei bliebe" dessen Lebensführungsaufwand kirchlich besteuert wird. Wenn der kirchenangehörige Ehegatte aber ein eigenes Einkommen hat, "muss" die Kirche genau dieses besteuern.
Dieser Lebensführungsaufwand des kirchenangehörigen Ehegatten ist schwer fassbar und darf daher "typisierend" oder "hilfsweise" am gemeinsam zu versteuernden Einkommen der Ehegatten bemessen werden. Praktische Grundlage dafür ist die bundeseinheitliche Kirchgeldtabelle, die das BVerwG 1977 gebilligt hat – allerdings nur für den Fall des einkommenslosen kirchenangehörigen Ehegatten. Hintergrund dafür ist u. a., dass dem Einkommen des kirchenangehörigen Ehegatten nicht das Einkommen seines nicht der Kirche angehörenden Ehepartners hinzugerechnet werden darf. Der Europäische Gerichtshof für Menschenrechte (EGMR) hat bestätigt, dass das besondere Kirchgeld rechtlich auf der Voraussetzung "einkommenslos" ("no income") beruht.
Die Kirchensteuergesetze der Länder haben vor allem um das Jahr 2000 entsprechende Regelungen aufgenommen. Diese Bestimmungen ermächtigen die Kirchen, das besondere Kirchgeld abweichend von den ursprünglichen Vorgaben des BVerfG unabhängig von der Einkommenskonstellation, also auch bei einem eigenen Einkommen des kirchenangehörigen Ehegatten, zu erheben. Damit stehen in den Kirchensteuergesetzen zwei Kann-Bestimmungen gleichberechtigt nebeneinander: Bei glaubensverschiedener Ehe kann Kircheneinkommensteuer erhoben werden, aber auch das besondere Kirchgeld. Die Kirchensteuergesetze regeln fast durchweg nicht, wann welche der beiden Steuern zu erheben ist, sie sind insoweit unbestimmt. Diese Unbestimmtheit wird in der sog. Vergleichsberechnung geklärt: Der Kirchensteuerpflichtige wird zu der Steuer herangezogen, die im jeweiligen Fall den höheren Betrag aufweist.
Dabei wird die Kircheneinkommensteuer auf das eigene Einkommen des Kirchenmitglieds verglichen mit dem besonderen Kirchgeld gemäß Kirchgeldtabelle, also einem besonderen Kirchgeld auf dieses eigene Einkommen plus dem Einkommen des nicht kirchenangehörigen Ehegatten. Diese Vergleichsberechnung wurde noch von keinem Gericht bestätigt.
Der Bundesfinanzhof hat 2013 als „eindeutige Rechtslage“ lt. BVerfG festgestellt, dass das besondere Kirchgeld nur dann erhoben werden darf, wenn der kirchenangehörige Ehegatte „mangels eigenen Einkommens kirchensteuerfrei bliebe“, wie es das Bundesverfassungsgericht 1965 vorgegeben hatte. Dies schließt die hilfsweise Bemessung des sog. Lebensführungsaufwands am gemeinsam zu versteuernden Einkommen mit ein. Daran ändert die sog. Vergleichsberechnung nichts. Soweit der BFH in früheren Entscheidungen anderes entschieden hatte, werden Rechtsfehler kritisiert.
Das Finanzgericht Sachsen hat 2019 erklärt, dass es die sächsische Regelung zum besonderen Kirchgeld in glaubensverschiedener Ehe für unvereinbar mit dem Grundgesetz halte, weil Ehegatten in den Jahren 2014 und 2015 ohne sachlichen Grund schlechter gestellt worden seien als eingetragene Lebenspartnerschaften. In den betreffenden Jahren mussten Ehegatten ggf. besonderes Kirchgeld zahlen, eingetragene Lebenspartner aber nicht. Die Regelung verstoße in diesen Jahren gegen den allgemeinen Gleichbehandlungsgrundsatz. Da das Finanzgericht aber die Verfassungswidrigkeit eines Gesetzes selbst nicht feststellen kann, hat es das Verfahren ausgesetzt und den Fall dem Bundesverfassungsgericht vorgelegt. Das Bundesverfassungsgericht erklärte mit Beschluss vom 15. Oktober 2024 das Kirchgeld in glaubensverschiedener Ehe in Sachsen für mit dem Grundgesetz unvereinbar, erklärte die Vorschrift aber für Veranlagungszeiträume bis einschließlich 2013 für weiter anwendbar. Für die Veranlagungszeiträume 2014 und 2015 muss der Gesetzgeber bis zum 30. Juni 2025 eine verfassungskonforme Neuregelung schaffen.

## Kritik
Die gesetzlich vorgesehene Möglichkeit zur Erhebung des Besonderen Kirchgeldes steht unter anhaltender Kritik und beschäftigt immer wieder die Gerichte, auch die Verfassungsgerichte. Gerügt wird, dass es sich im Ergebnis um eine Umgehung des staatskirchenrechtlichen Verbots der Belastung des nicht der Kirche angehörenden Ehegatten mit der Kirchensteuer des anderen handele, da nur dieser eine solche Steuer wirtschaftlich tragen könne. Im Ergebnis werde darüber hinaus nach wie vor die Kirchensteuer von dem Einkommen des nicht der Kirche angehörenden Ehepartners abhängig gemacht. Zudem führe die Erhebung zu einer steuerlichen Ungleichbehandlung, da sie nicht alle Ehepaare gleich treffe, sondern abhängig von nicht staatskirchenrechtlich oder kirchensteuerrechtlich relevanten Unterscheidungen, wie der Frage der Wahl der einkommensteuerrechtlichen Veranlagung, sei. Schließlich wird darauf hingewiesen, dass die Einführung des Besonderen Kirchgeldes als eine Besteuerung nach dem Lebensaufwand unter Gleichheitsgesichtspunkten dazu zwinge, zumindest in glaubensverschiedenen Ehen die Kirchensteuer stets als Aufwandsbesteuerung durchzuführen und somit der allein oder mehr verdienende der Kirche angehörige Ehegatte wiederum nur mit seinem Anteil am allgemeinen Lebensaufwand besteuert werden dürfe, ein Einwand, der selbst von Befürwortern der Regelung gestützt wird.
Des Weiteren wird kritisiert, dass das besondere Kirchgeld auch bei eigenem Einkommen des kirchenangehörigen Ehegatten – also bei Doppelverdienern – erhoben wird, obwohl das BVerfG dies 1) nicht erlaubt und 2) untersagt hatte. Die „hilfsweise“ Bemessung des Lebensführungsaufwandes am „gemeinsam zu versteuernden Einkommen“ verstoße in diesem Falle gegen das Verbot des Splittingverfahrens und des Zusammenrechnens der Einkommen der Ehegatten.

## Erhebung
Trotz gesetzlicher bundesweiter Einführung wird tatsächlich das Besondere Kirchgeld von den christlichen Kirchen (den evangelischen Landeskirchen, den katholischen Diözesen sowie der altkatholischen Kirche) uneinheitlich erhoben: Baden-Württemberg (nur ev.), Berlin, Brandenburg, Bremen, Hamburg, Hessen (auch Freireligiöse Gemeinde Mainz und Offenbach), Mecklenburg-Vorpommern, Niedersachsen, Nordrhein-Westfalen (nur ev.), Rheinland-Pfalz (ev. und Bistum Limburg, Mainz, Speyer, Freireligiöse Gemeinde Mainz), Saarland (ev. und Bistum Speyer), Sachsen, Sachsen-Anhalt, Schleswig-Holstein, Thüringen. Zudem erheben es die jüdischen Gemeinden in Frankfurt, Bad Nauheim, Darmstadt, Fulda, Gießen, Kassel und Offenbach.
Im Saarland darf das besondere Kirchgeld nicht erhoben werden, wenn der Ehegatte einer weltanschaulichen Gemeinschaft angehört, die Körperschaft des öffentlichen Rechts und dadurch steuerberechtigt ist. Bis einschließlich 2014 galt dies auch für die Bundesländer Berlin, Brandenburg, Hamburg, Hessen und Schleswig-Holstein, wurde dort jedoch im Jahr 2015 in den Kirchensteuergesetzen im Omnibusverfahren zusammen mit Änderungen betreffend die Kapitalertragsteuer und die eingetragene Lebenspartnerschaft geändert. Hessen hat 2015 die Erhebung des besonderen Kirchgeldes auch auf Ehegatten, die Mitglieder einer weltanschaulichen Gemeinschaft sind, welche Körperschaft des öffentlichen Rechts und dadurch zwar steuerberechtigt, jedoch nicht steuererhebend ist, ausgedehnt. In Niedersachsen wird das besondere Kirchgeld nicht erhoben, wenn der Ehegatte einer weltanschaulichen Gemeinschaft angehört, die Körperschaft des öffentlichen Rechts ist und Steuern erhebt.
Am 25. November 2018 hat die Herbstsynode der Evang.-Luth. Landeskirche Bayern beschlossen, das besondere Kirchgeld nicht mehr zu erheben, beginnend mit dem Veranlagungsjahr 2018. Als Begründung wurde bei Einbringung der entsprechenden Gesetzesvorlage an erster Stelle darauf hingewiesen, dass das besondere Kirchgeld „den Grundsatz der Individualbesteuerung durchbreche“.
Die Diözese Trier erhebt das besondere Kirchgeld ab dem Steuerjahr 2018 nicht mehr.

## Umsetzung
Anknüpfungspunkt für das besondere Kirchgeld ist der sogenannte „Lebensführungsaufwand“ des kirchenangehörigen Ehepartners, d. h. bei einem Kirchenmitglied, dessen Ehegatte ein höheres Einkommen hat, geht die Kirche davon aus, dass sich der Lebensstandard des Kirchenmitglieds durch die Ehe erhöht hat. Diese (unterstellte) Bessergestelltheit eines verheirateten Mitglieds gegenüber einem unverheirateten mit gleichem Einkommen besteuert die Kirche mit dem besonderen Kirchgeld. Als Maßstab wird das gemeinsam zu versteuernde Einkommen der Ehepartner zugrunde gelegt. Kinderfreibeträge werden berücksichtigt. Nach einem besonderen Tarif, der etwa ein Drittel des eigentlichen Kirchensteuertarifs ausmacht, wird das Kirchgeld berechnet und beträgt zwischen 96 € und 3.600 € im Jahr. Liegt das gemeinsam zu versteuernde Einkommen unter 30.000 Euro, entfällt das Kirchgeld. Der so bemessene „Lebensführungsaufwand“ würde zwar auch bei konfessionsverschiedenen (beide Ehepartner gehören unterschiedlichen Kirchen an) und gleichkonfessionellen Ehen (beide Ehepartner gehören derselben Kirche an) und bei einer getrennten Veranlagung die Kirchensteuerlast bei hinreichend großem Einkommensunterschied erhöhen. Für diese Konstellationen wurden die Kirchen bislang aber noch nicht zur Erhebung des besonderen Kirchgelds ermächtigt.
Die Bemessung des „Lebensführungsaufwands“ am gemeinsamen Einkommen wurde durch das Bundesverfassungsgericht gebilligt. Es stellt hierzu fest: „Wenn angesichts der Schwierigkeiten der Bestimmung des Lebensführungsaufwandes als Indikator der wirtschaftlichen Leistungsfähigkeit des kirchenangehörigen Ehepartners dieser Aufwand nach dem gemeinsamen Einkommen der Ehegatten bemessen wird, ist hiergegen verfassungsrechtlich nichts einzuwenden“.
Die Finanzämter führen im Einkommensteuerbescheid eine sog. Vergleichsberechnung durch, nach der der höhere Betrag aus Kircheneinkommensteuer und besonderem Kirchgeld festgesetzt wird. Dies ist im Steuerbescheid nicht unbedingt ersichtlich. Je nach Bundesland kann die Rechtsgrundlage dafür das Landeskirchensteuergesetz und/oder die Kirchensteuerbeschlüsse der jeweiligen Kirchen sein. In Hessen gibt es hierfür keine Rechtsgrundlage, dort wird die Vergleichsberechnung alleine aufgrund einer Dienstanweisung innerhalb der Finanzverwaltung durchgeführt. Die Zulässigkeit dieser Vorgehensweise stand bislang keiner gerichtlichen Prüfung unterzogen. Die Vergleichsberechnung widerspricht der Vorgabe „mangels eigenen Einkommens kirchensteuerfrei“ des BVerfG für das besondere Kirchgeld, wie der BFH 2014 bestätigt hat.
Das besondere Kirchgeld wird im Zuge der Einkommensteuererklärung vom Finanzamt bzw. Kirchensteueramt erhoben. Bei Lohnsteuerpflichtigen wird das besondere Kirchgeld im Rahmen eines Lohnsteuerjahresausgleichs, ansonsten unmittelbar durch das Kirchensteueramt festgesetzt. Das besondere Kirchgeld ist als Sonderausgabe steuerlich abzugsfähig.

## Rechtsprechung des BFH
Das besondere Kirchgeld beim einkommenslosen Kirchenmitglied ist inzwischen (2020) weitestgehend unumstritten, nicht aber bei Eigenverdienst des Kirchenmitgliedes.
Derartige Streitfälle entscheiden die unteren Gerichte i.w. auf Basis von Entscheidungen des Bundesfinanzhofes (BFH), die das besondere Kirchgeld auch bei Eigenverdienst für verfassungsgemäß erklärt haben, entgegen Entscheidungen von BVerfG, BVerwG und einigen Entscheidungen des BFH selbst.
Weil die Bundesgerichte sich selbst und untereinander widersprechen, wird ihre Rechtsprechung hier etwas näher betrachtet.

### Besonderes Kirchgeld nur wenn kirchensteuerfrei?
2019 hat der BFH in zwei Nichtannahmebeschlüssen seine bisherige Rechtsauffassung geändert und sich erstmals an der originären Rechtsprechung des BVerfG orientiert und nicht mehr nur an seinen eigenen Entscheidungen: Das besondere Kirchgeld sei lt. BVerfG dann verfassungsgemäß, wenn das Kirchenmitglied kirchensteuerfrei sei.
Bei der Veröffentlichung seines o.a. Beschlusses I B 28/18 am 4. Juni 2020 hat der BFH dann aber einen anderslautenden Leitsatz nachgeschoben: Es sei in der Rechtsprechung geklärt, dass die Erhebung des besonderen Kirchgelds auch bei Eigenverdienst verfassungsgemäß sei. Damit zieht sich der BFH wieder zurück auf seine frühere Rechtsprechung in I R 44/05 ff, die er im Beschluss I B 28/18 als historischen Rückblick angeführt hatte.

### Beachtung von Gesetz und Recht
Diese älteren Entscheidungen beruhen darauf, dass der BFH entscheidungserhebliche Vorschriften des Landes- sowie des Bundesrechtes übersehen hat.
Die Entscheidungen I R 44/05 ff. sind damit nach den Maßstäben des BVerfG willkürlich und nach ständiger Rechtsprechung des BFH gesetzeswidrig.
Alle diese Punkte zum Übersehen von Vorschriften und ihre Konsequenzen treffen gleichermaßen auf die Rechtsprechung der unteren Gerichte zu, soweit sie auf dieser Rechtsprechung des BFH beruhen.

### KiESt übersehen
Nach den Kirchensteuergesetzen (KiStG) der Länder ist bei glaubensverschiedener Ehe sowohl die Kircheneinkommensteuer (KiESt) als auch das besondere Kirchgeld zulässig, ohne dass deren Rangfolge geklärt wäre. Der BFH hat in I R 44/05 nur die Vorschriften zum besonderen Kirchgeld „genannt“ und nicht die gleichberechtigten Vorschriften zur KiESt. Der BFH hat die zu klärende Rechtsfrage dadurch willkürlich darauf verkürzt, ob das besondere Kirchgeld nach dem KiStG zulässig ist (was dort ohnehin steht), und nicht geklärt, zu welcher der beiden lt. KiStG gleichberechtigten Steuern das Kirchenmitglied bei Eigenverdienst heranzuziehen ist. Dass die beiden Steuern nach den KiStG gleichberechtigt sind, ergibt sich bereits aus der Existenz der Vergleichsberechnung.

### Vergleichsberechnung übersehen
Die Unbestimmtheit bzw. Konkurrenz von KiESt und besonderem Kirchgeld aus den KiStG wird bundesweit durch die sog. Vergleichsberechnung geklärt: Der höhere Betrag wird festgesetzt. Dies ist nach dem Landesrecht der alleinige Rechtsgrund für die Heranziehung des Kirchenmitglieds zum besonderen Kirchgeld trotz Eigenverdienst.
Der BFH hat diese Vorschrift durchweg übersehen und auch übergangen. Daher kann nicht behauptet werden, dass die Heranziehung zum besonderen Kirchgeld verfassungsgemäß sei, wie es der nachgeschobene Leitsatz suggeriert. Denn die Verfassungsmäßigkeit der Vergleichsberechnung hat der BFH nicht beurteilt, weil er sie übersehen hat.
Damit betrifft die Rechtsprechung des BFH zum besonderen Kirchgeld bei Eigenverdienst überhaupt nicht die Heranziehung des Bürgers zu dieser Steuer aufgrund der Vergleichsberechnung.

### § 31 BVerfGG übersehen
Lt. BVerfG 2 BvR 591/06 sind im Urteil des BVerfG 1 BvR 606/60 die maßgeblichen verfassungsrechtlichen Fragen der Heranziehung zur Kirchensteuer bzw. zum besonderen Kirchgeld geklärt. Danach sind die tragenden Gründe dieses Urteils gem. § 31 BVerfGG hier einschlägig, weil sie verfassungsrechtliche Klärungen zur kirchlichen Besteuerung bei glaubensverschiedener Ehe mittels KiESt bzw. besonderem Kirchgeld beinhalten.
Diese tragenden Gründe besagen im Kern: Bei Eigenverdienst ist dessen Besteuerung per KiESt verfassungsrechtlich geboten. Ein Zusammenrechnen mit dem Einkommen des konfessionslosen Ehegatten, wie es die Kirchgeldtabelle vorsieht, ist rechtlich nicht möglich und systemwidrig.
Dies hat der BFH entgegen § 31 BVerfGG nicht beachtet.

### Verfassungsrechtliche Beurteilung erfunden
Der BFH hat in seiner „verfassungsrechtlichen Beurteilung“ zum besonderen Kirchgeld bei Eigenverdienst in I R 44/05 ff. behauptet, dass die „genannten Bestimmungen“ nicht gegen das Grundgesetz (GG) verstoßen und verweist für die Einzelheiten auf sein Urteil I R 76/04 – das diese Besteuerung aber nur „insoweit“ im Einklang mit Art. 2 Abs. 1 GG sieht, als sie sich auf das einkommenslose Kirchenmitglied bezieht. Der BFH hat in I R 44/05 nichts verfassungsrechtlich beurteilt, sondern lediglich die in I R 76/04 genannten Artikel des GG aufgelistet, auch wenn sie gar nicht eingeklagt waren.
Der BFH hat hier die Fälle mit und ohne Eigenverdienst entgegen seinem Urteil I R 76/04 („insoweit“) einfach gleichgesetzt. Eine solche Übertragung von Rechtssätzen auf einen „insoweit“ nicht vergleichbaren Sachverhalt ist nach ständiger Rechtsprechung des BFH nicht zulässig.

### Abgabenordnung übersehen
Die Gerichte sind bei der Kontrolle des Verwaltungshandelns an das Gesetz gebunden. Der BFH hat dennoch in seinen Entscheidungen I R 44/05 ff. die Abgabenordnung (AO) nicht beachtet, die nach den KiStG hier anzuwenden ist.
Die Kirchensteuergesetze „ermächtigen“ die Kirchen nur im Grundsatz dazu, bestimmte Steuern zu erheben. Ein konkreter Steueranspruch gegenüber dem einzelnen Kirchenmitglied entsteht nach § 38 AO aber erst dann, wenn der Tatbestand verwirklicht ist, an den das Gesetz die Steuerpflicht knüpft. Bei einer glaubensverschiedenen Ehe entsteht so ein Steueranspruch auf das besondere Kirchgeld, bei Eigenverdienst des Kirchenmitglieds einer auf KiESt, bei glaubensverschiedener Doppelverdienerehe also beide.
Dies hat der BFH nicht beachtet und den zweiten Steueranspruch auf KiESt bei Eigenverdienst einfach unter den Tisch fallen lassen. Ein entstandener Steueranspruch muss aber realisiert werden und darf nicht einfach fallen gelassen werden. Damit entspricht diese Rechtsprechung des BFH nicht dem Grundsatz der Tatbestandsmäßigkeit der Besteuerung nach §§ 3, 38 AO und auch nicht dem Grundsatz der Gesetzmäßigkeit der Besteuerung nach § 85 AO.

### Allg. Gleichheitssatz übersehen
Die glaubensverschiedene Allein- und Doppelverdienerehe sind wie erwähnt von Gesetzes wegen ungleich: Mal entsteht nach § 38 AO i.V.m. dem KiStG nur ein Steueranspruch, mal zwei.
Der BFH hat in seinen Entscheidungen I R 44/05 ff. die Fälle mit und ohne Eigenverdienst des Kirchenmitglieds gleichgesetzt, obwohl diese nach den KiStG i.V.m. § 38 AO von Gesetzes wegen ungleich sind. Diese Gleichsetzung verstößt gegen den allgemeinen Gleichheitssatz nach Art. 3 Abs. 1 GG, der bekanntlich gebietet, wesentlich Gleiches gleich und wesentlich Ungleiches entsprechend seiner Verschiedenheit und Eigenart ungleich zu behandeln.

## Rechtsprechung des BVerfG
Die Gerichte berufen sich zur Begründung des besonderen Kirchgeldes bei Eigenverdienst immer wieder auf den Beschluss des BVerfG 2 BvR 591/06. Darin habe das BVerfG das besondere Kirchgeld bei Eigenverdienst gebilligt. Das trifft nicht zu.
Die Kläger wandten sich in 2 BvR 591/06 etc. gegen die Heranziehung zur KiESt bzw. zum besonderen Kirchgeld.
„Insbesondere gehört zur Handlungsfreiheit auch das Grundrecht des Bürgers, nur auf Grund solcher Rechtsvorschriften zu Steuern herangezogen zu werden, die formell und materiell der Verfassung gemäß sind und deshalb zur verfassungsmäßigen Ordnung gehören.“.
Das BVerfG hat in 2 BvR 591/06 nicht erkannt oder nicht beachtet, dass die Bürger nach Landesrecht letztlich allein aufgrund der Vergleichsberechnung zum besonderen Kirchgeld herangezogen werden. Es hat diese Vorschrift übersehen und sagt daher nichts über die Heranziehung zum besonderen Kirchgeld und deren Verfassungsmäßigkeit aus. Damit kommt es auf eine evtl. Verfassungsmäßigkeit der anderen Bestimmungen nicht mehr an.
Das BVerfG begründet in 2 BvR 591/06 das besondere Kirchgeld bei Eigenverdienst mit einem sinnentstellenden Falschzitat durch Weglassen, indem es aus dem Obiter dictum von BVerfG 1 BvR 606/06 Ziff. C II 2 die Klausel „mangels eigenen Einkommens kirchensteuerfrei“ ohne jede Begründung weglässt. Ein Falschzitat hat nicht die Beweiskraft des Originals i.S. des § 415 ZPO. Maßgeblich ist im Zweifel das Original und nicht die Fälschung.
Das BVerfG begründet in 2 BvR 591/06 das besondere Kirchgeld bei Eigenverdienst mit dem Urteil des BFH I R 76/04, das dieses aber mit „insoweit“ gerade ausgeschlossen hat.
Das BVerfG verweist in 2 BvR 591/06 eingangs auf seine frühere Rechtsprechung, insb. 1 BvR 606/60 und stellt diese mit keinem Wort in Frage. Angesichts der massiven Fehler in 2 BvR 591/06 geht diese ursprüngliche Rechtsprechung vor. Dementsprechend hat auch der BFH in seinem Beschluss I B 109/12 aufgrund von 2 BvR 591/06 mit 1 BvR 606/60 korrigierend gesagt: Die Rechtslage ist eindeutig: Nur für diese Fallkonstellation „mangels eigenen Einkommens kirchensteuerfrei“ orientiert sich das besondere Kirchgeld am Lebensführungsaufwand.

## Ausblick
Verschiedene Verfahren, mit denen die Verfassungsmäßigkeit des „Kirchgeldes“ angefochten wurde, darunter auch die Verfahren 2 BvR 591/06 und 2 BvR 291/06, wurden vom Bundesverfassungsgericht am 28. Oktober 2010 nicht zur Entscheidung angenommen.
In seiner Begründung hat das BVerfG darauf hingewiesen, dass seine frühere Rechtsprechung zur kirchlichen Besteuerung, insbesondere die Entscheidungen vom 14. Dezember 1965, nach wie vor gültig ist. Darauf hat der BFH im Beschluss vom 8. Oktober 2013 – I B 109/12 Bezug genommen, als er als „eindeutige Rechtslage“ festgestellt hat, dass das besondere Kirchgeld sich „nur für diese Fallkonstellation“ „mangels eigenen Einkommens kirchensteuerfrei“ am Lebensführungsaufwand des kirchenangehörigen Ehegatten orientiert.
Es bleibt abzuwarten, ob und wie diese Beschlusslage sich auf die Praxis der Kirchgelderhebung auswirkt, das besondere Kirchgeld auch von Doppelverdienern zu erheben.
Es wird häufig behauptet, der Europäische Gerichtshof für Menschenrechte habe in seinem Urteil vom April 2017 entschieden, dass die Erhebung des besonderen Kirchgelds nicht gegen die Europäische Menschenrechtskonvention (EMRK) verstößt (Az. 10138/11, 16687/11, 25359/11 und 28919/11). Dies trifft nicht zu. Derartige Behauptungen können sich nur auf die Überschrift der Pressemitteilung des EGMR berufen. Tatsächlich hat der EGMR in diesem Urteil nur darüber entschieden, ob die Aufrechnung der Lohnsteuererstattung des kirchenfremden Ehemannes mit der Kirchensteuerschuld seiner Ehefrau die EMRK verletzt habe (ebd., Rn. 69, 76, 83). Die anderen vier Klagen wurden nicht zugelassen (Rn. 118, 121, 134).